# Koboz
A koboz hangszernév különböző változataiban sokféle népnél fordul elő, többféle húros, pengetős hangszert jelöl. Napjainkban magyar nyelven leginkább a moldvai csángóknál fennmaradt lantszerű hangszerre használjuk. A román cobzăval megegyező magyar kobza történetileg nehezen beazonosítható hangszer, mely organográfiai és organológiai problémát vet fel.

## Akobozhangszernév
A koboz szó a magyar nyelv honfoglalás előtti szókincsébe tartozik, valószínűleg valamelyik török nyelv közvetítésével, talán a kunok révén került a magyar nyelvbe.
A belső-ázsiai népeknél sok helyen megtalálható valamilyen alakban (kazah kobyz, kirgiz qomuz, azeri gopuz, török kopuz stb.), legtöbbször hosszúnyakú lantot jelöl, viszont a kirgiz temir-komuz, és a török kopuz például dorombot jelent.
Ahogy a koboz névváltozatai nemzetközileg sokféle hangszert jelölhetnek, úgy a név a századok során is többféle hangszerre vonatkozhatott. Valószínűleg ezt a hangszernevet is, több másikkal együtt történelmileg gyűjtőnévként érdemes értelmezni.
A 14. századtól szórványosan találkozhatunk az írott anyagban a „kobzos” zenésznévvel. Első magyarországi említése az 1237–1325 között „Choboz” személynév Veszprém vármegyéből. A 14. századból egy német forrás is megemlíti a lanttal együtt: „die Kobus mit der Luten”.
Figyelemre méltó, hogy a „Koboz”, „Kobzos” személynevekre vonatkozó adatok száma a „Hegedűs” és „Lantos” neveket említő források gyakoriságához képest elenyészően kevés. Ennek oka a következő lehet: a középkorban ezek az elnevezések nem öröklött családnevek, hanem a foglalkozás megjelölésére szolgáltak. Tehát valószínűleg aki kobzon játszott, más pengetős hangszerhez is értett, és ezért őket egyszerűen csak lantos, esetleg az általánosságban a húros hangszerekre alkalmazott hegedűs elnevezéssel illették.
A koboz irodalmi említései a 17. századtól egyre gyakoribbá válnak, például számos egykorú lengyel forrás is megemlíti, a lanthoz hasonló hangszerként írva le. A hangszer korabeli népszerűségét bizonyítják a Szepsi Csombor Márton Europa varietas című művében leírtak is:
„... én midön ez szokatlan Musican czudalkoznam, az kobzos kérde ha láttam volnae valaha oly vighaztalo szerszamot, kinek én felelvén mondék: Nem az koboznak czudalom formaiat és hanghiat hanem azon czudalkozom hogy noha immár sok országokon és tartomanyokon által jöttem, mindazonáltal sohul ez varoson kívűl ily Musicat nem lathattam, hazamban penig még czak az gyermekekis azt pengetik.”
A „Pöngését koboznak…” kezdetű, a Madách-kódexben ismeretlen szerzőtől fennmaradt verset 1630 körül egyes feltételezések szerint Rimay János, mások szerint Madách Gáspár szerezte.
Zrínyi Miklós a Szigeti veszedelemben (III. 31.) említ egy török kobzost:
„Az eggyik válláról szép bársony kaftánnyát Lebocsátá, kezdé igazgatni kobzát; Ablak felé üle, öszvehajtván lábát, Igy kobza szavával nyitá hangos torkát: […]”.
Zrínyi maga is kobzolt, ezt jól bizonyítja testvére, Zrínyi Péter egy 1633-ból fennmaradt levele: „Bátyám uram kobzolással impediál…”
A 19. század fordulója táján a Dunántúlon a kisbőgőt nevezték koboznak.
Érdekesség, hogy a különböző méretű és formájú, szűk szájú, alul öblösödő szalmából font termény- és tojástároló edény neve a Jászságban koboz, kubuz.

## A kobza

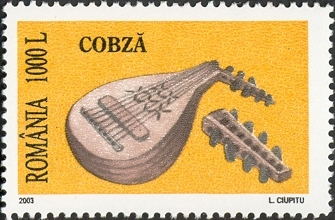
Kobza egy 2003-ban kibocsátott romániai postabélyegen

A kobza Moldvában, Munténiában és néhány dél-erdélyi faluban romániai cigánybandák jellemző kísérő hangszere volt a 19. században és részben a 20. században is. A hétfalusi (Brassó környéki) csángók hangszerét Orbán Balázs A Székelyföld leírása (1868–1873) című művében így jellemzi: „A kobza egy gitárszerű hangszer, melynek öt bordája, rövid nyaka és nyolc húrja van, ezt tollal pengetik s a zenekarban a nehezen hordozható cimbalmot helyettesíti.”
A moldvai csángók kobzája fél körtére hasonlít, teste öblös; sajátos kialakítású szelvényekből, „bordákból” van összeragasztva. Nyaka rövid, teljesen egybesimul a test felső, fokozatosan keskenyedő végével. A hangolófej a reneszánsz lantokhoz hasonlóan hátratörik, egyenes, vályús rendszerű, a húrok oldalsó állású fakulcsokra tekerednek. Fogólapja a tetővel egy síkban áll, bundozatlan. A húrtartó a tetőre van ragasztva, a húrok egy ezzel párhuzamos húrlábon törnek meg. A tetőn általában négy apró hangnyílás van.
Hangszergyárban készítik. Legtöbbször 4 pár acélhúrja van változatos hangolással, egy-egy kórus húrjai oktávpárhuzamban szólnak. A húrkórusok állhatnak három húrból is, ekkor a hangszernek összesen 10, 12 húrja lehet. Lúdtollból kialakított, háromszög alakú pengetővel szólaltatják meg.
A kobzát régebben koboznak, buzgonynak is nevezték.
A hegedű–kobza duó a moldvai csángóknál megszokott hangszeregyüttes volt lakodalmakon, táncalkalmakon, kocsmában. Dallamjátékra a kobza nemigen alkalmas, inkább a ritmikus akkordjáték a jellemző. A kobzás egy-egy dallam kíséretekor két-három akkordot használ, a dúr és moll hármashangzatok mellett ritkán domináns szeptim típusú harmóniát is. A zenészek legtöbbször cigányok, de akad köztük csángó is.
Egy elképzelés szerint a kobza a török ut-ból alakulhatott ki, amely az arab úd egyik változata. Ez azonban a baglamával ellentétben, amely a kopuzból alakulhatott ki és egy népi hangszer, az udvari zenében volt használatos.

## Kobzások
Moldva hagyományos stílusban játszó adatközlő zenészei voltak Gyöngyös György (sz. 1905), testvére Gyöngyös János, és Buták György (sz. 1922, Gyöngyös György unokája) lujzikalagori, Duma György bogdánfalvi, Kerekes György külsőrekecsini, Kádár János trunki, illetve Zsitár Márton „Csurárka” (sz. 1922) nagypataki magyar, valamint Antim Ioan (1928, Prăjoaia) és Păun Vasile román zenészek.[forrás?]
Kobzosok a magyar folklór- és régizenei mozgalomban:
Benkő András (a Csürrentő és a Mokányos együttesek alapító tagja), Bolya Mátyás, Csibi Szabolcs (Kalagor Mű-hely), Csenki Zalán (Korinda Zenekar), Demeter László (Kobzos együttes), Erdei Tamás (Zurgó), Fábri Géza (Mentés Másként Trió), Horváth Gyula (Mokányos, Szigony zenekar), Kárpáthegyi Bálint (Csürrentő együttes)Kátai Zoltán (énekmondó), Kelemen István (Kalagor Mű-hely), Kobzos Kiss Tamás, Nagy Balázs (Táltos együttes), Németh László (Édes Málé Trió), Róka Szabolcs (Tatros, Somos, Fanfara Complexa), Sudár Balázs (Musica,  Historica), Szlama László (Pásztorhóra), Csörsz Rumen István (Musica Historica).

## Hangzó anyag
- Moldvai csángó hegedű–kobza duó
- Harmonika és modern kobza – Radu & Violeta Grecu Zaplitnii